# ティム・ヘッカー (ミュージシャン)
ティム・ヘッカー  (英: Tim Hecker、1974年7月17日 - ) は、カナダ出身のミュージシャン、作曲家、音楽プロデューサー、サウンドアーティスト。主にアンビエントやドローン音楽を手がける。
2000年にJetone名義でアメリカのインデペンデント・レーベル、Pitchcadetよりデビュー。その後本名のティム・ヘッカー名義で様々なアンビエント作品を制作するようになり、2011年に制作した『Ravedeath, 1972』がカナダのジュノー賞にて「エレクトロニック・アルバム・オブ・ザ・イヤー」を受賞するなど、その才能は世界的に高い評価を受けている。近年は映画等への楽曲提供も行う。

## 経歴

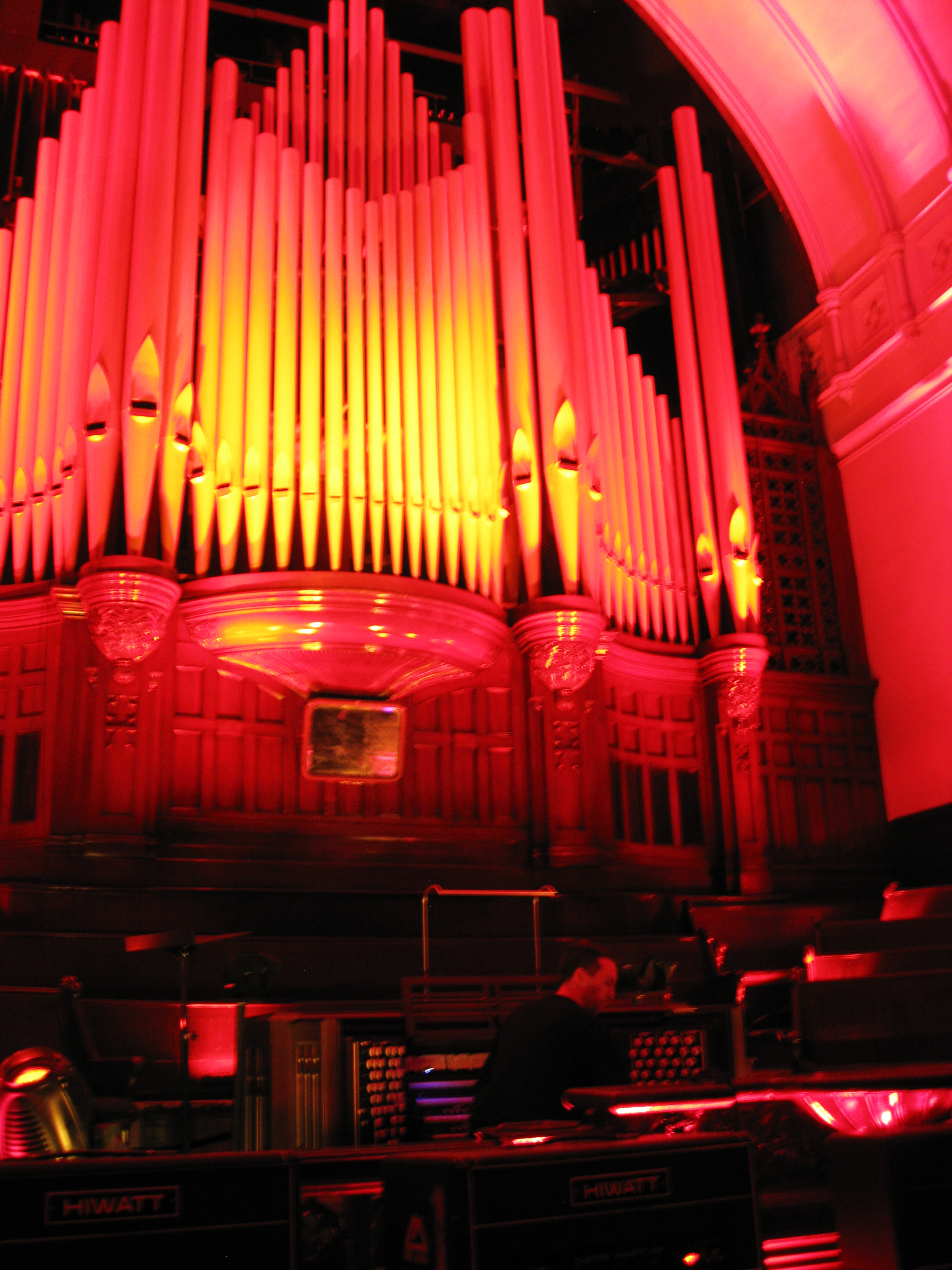
2012年、モントリオールでのライブ

1974年、カナダのバンクーバーにて、美術教師の両親との間に生まれる。高校時代には友人とロックバンドを組んでいた。その後サンプラーに触れたことをきっかけに1996年より単独で作曲活動を開始。
1998年には、コンコルディア大学で芸術学を学ぶと同時に拠点をモントリオールに移し、Jetone名義でDJやテクノ等楽曲の制作を主として活動し、数年間で3つのアルバムを制作。これが彼にとって最初のリリースとなった。2001年には本名のティム・ヘッカーとして最初のアルバム『Haunt Me, Haunt Do It Again』をSubstractif(Alien8のサブレーベル)からリリースし、米Pitchforkをはじめとした音楽メディアで注目されるようになる。
2006年、クランキー・レコーズに移籍。同レーベルからリリースした『Harmony In Ultraviolet』は米Pitchforkの「ベスト・アンビエント・ミュージック」第9位に選出。
2011年2月14日、『Ravedeath, 1972』をリリース。アイスランド・レイキャヴィックの教会でレコーディングされた同作は、2012年度ジュノー賞「エレクトロニック・ミュージック・オブ・ザ・イヤー」を受賞。これ以降は生楽器やフィールドレコーディングによる楽曲制作が中心となり、2013年の『Virgins』では木管楽器やピアノ、シンセサイザーを用いた作曲に大きくシフトしている。
2016年4月8日、イギリスの名門4ADより8作目のスタジオ・アルバム『Love Streams』をリリース。作曲家のヨハン・ヨハンソン、アイスランド聖歌隊との共作。
2018年9月28日、再びクランキー・レコーズより9作目のスタジオ・アルバム『Konoyo』をリリース。日本の東京楽所とのコラボレーションにより、雅楽をベースとした楽曲が収録されている。レコーディングは東京都練馬区の慈雲山曼荼羅寺観蔵院を中心に大半が日本で行われた。2019年5月10日には、対となる作品『Anoyo』がリリースされた。
2023年4月7日、前作から4年ぶりとなる11作目のスタジオアルバム『No Highs』をリリース。
他ミュージシャンとの共同作業も盛んに行っており、2012年にはダニエル・ロパティンと『Instrumental Tourist』を発表しているほか、ゴッドスピード・ユー!・ブラック・エンペラーやシガー・ロスのサポートメンバーとしての活動や、アルカ、エイダン・ベイカー（英語: Aidan Baker）とのコラボレーションにも参加している。
2011年より映画音楽の製作も担当している。

## 私生活
ティム・ヘッカーは音楽活動の傍ら専門家としてのキャリアにも従事しており、2000年代初頭までカナダ政府の政策アナリストとして勤務していた。
2006年の退職以降は、都市部の騒音に関する論文で博士号を取得するためにマギル大学に入学。2014年に論文を発表している。また、同大学の美術史・コミュニケーション学部にて音楽カルチャー分野の講師としても活動している。

## ディスコグラフィ

### Tim Hecker名義

#### アルバム
- Haunt Me, Haunt Me Do It Again (2001年、Substractif)
- Radio Amor (2003年、Mille Plateaux)
- Mirages (2004年、Alien8)
- Harmony In Ultraviolet (2006年、Kranky)
- An Imaginary Country (2009年、Kranky)
- Ravedeath, 1972 (2011年、Kranky)
- Instrumental Tourist (2012年、Software) - ダニエル・ロパティンとの共作。
- Virgins (2013年、Kranky)
- Love Streams (2016年、4AD)
- Konoyo (2018年、Kranky)
- Anoyo (2019年、Kranky)
- No Highs (2023年、Kranky)

#### EP / シングル
- My Love Is Rotten to the Core (2002年、Substractif)
- Trade Winds, White Noise (2002年、Parachute Magazine)
- Radio Marti / Radio Ha-vana (2004年、En/Of)
- Mort Aux Vaches (2005年、Staalplaat)
- Pareidolia (2006年、Twisted Knister)
- Norberg (2007年、Room40)
- Atlas (2007年、Audraglint)
- Aphondalifa (2010年、Room40)
- Dropped Pianos (2011年、Kranky)

#### サウンドトラック
- The North Water (Original Score) (2021年、Invada Records UK)
- Infinity Pool (Original Motion Picture Soundtrack) (2023年、Milan)

### Jetone名義
- Autumnmonia (2000年、Pitchcadet)
- Ultramarin (2001年、Force. Inc)
- Sundown (2006年、Apnea)